# Pfarrkirche Marbach an der Donau

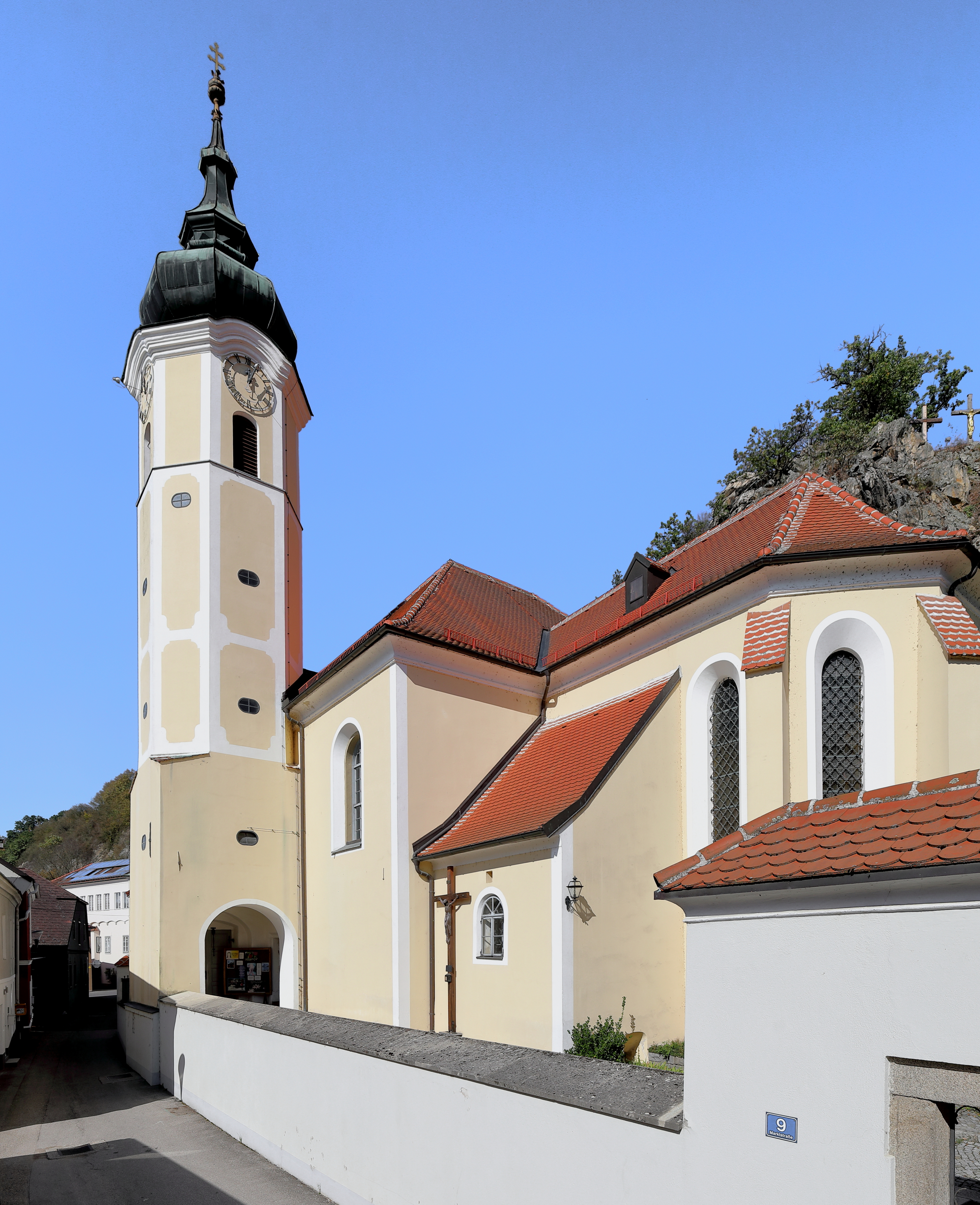
Katholische Pfarrkirche hl. Martin in Marbach an der Donau

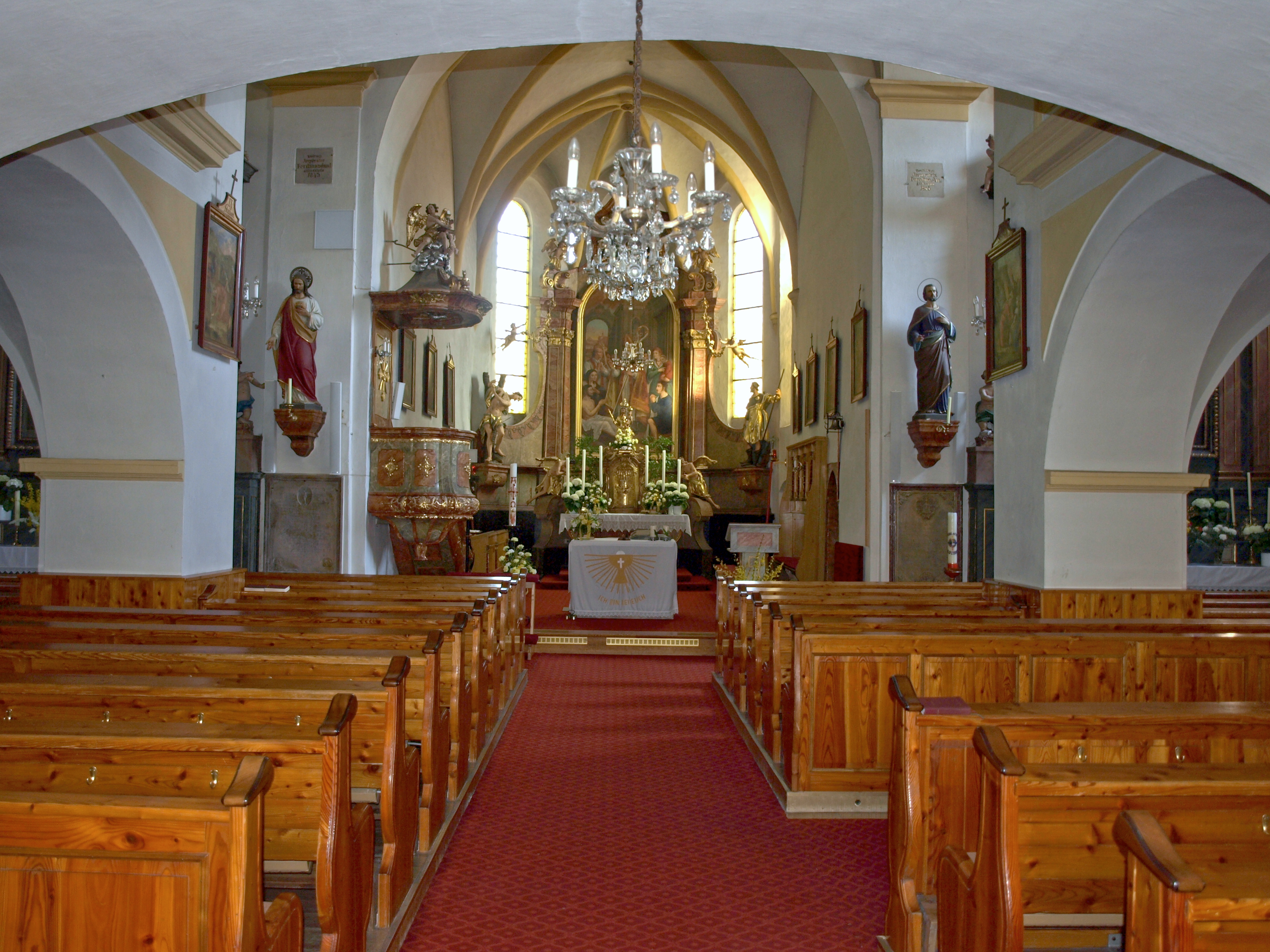
Im Langhaus zum Chor

Die römisch-katholische Pfarrkirche Marbach an der Donau steht auf einem leicht erhöhten Platz im Westen der Marktgemeinde Marbach an der Donau im Bezirk Melk in Niederösterreich. Die dem heiligen Martin von Tours geweihte Pfarrkirche gehört zum Dekanat Maria Taferl in der Diözese St. Pölten. Die Kirche steht unter Denkmalschutz.

## Geschichte
Für das 9. Jahrhundert wird eine Taufkirche angenommen. Zum Ende des 12. Jahrhunderts wurde eine Pfarre genannt. Der gotische Chor aus dem Ende des 14. Jahrhunderts ist erhalten. 1677 war ein Brand. Das Langhaus wurde von 1843 bis 1845 mit dem Baumeister Franz Teifl erbaut. 1845 wurde die Kirche neu geweiht. 1962 wurde die Kirche restauriert.

## Architektur
Die Kirche hat ein breites kurzes Langhaus mit einem geosteten Chor und einem Südturm. Die Kirche ist im Süden mit einer Mauer von der alten Marktstraße getrennt, im Norden der Kirche grenzt eine steil aufragende Felswand an.
Das ungegliederte vereinheitlichte Langhaus aus 1843/1845 mit Rundbogenfenstern hat ein Walmdach mit einem First in Nordsüdrichtung. Der gotische Chor mit der gleichen Höhe wie das Langhaus schließt in der gleichen Breite an das Mittelschiff an, der Chor hat rundbogig veränderte gotische Fenster zwischen Strebepfeilern, das östliche Fenster wurde zu einem kleineren Kreisfenster umgestaltet. Der gotische quadratische Südturm geht oben in ein Achteck über und trägt einen Zwiebelhelm aus 1843, welcher 1962 erneuert wurde.

## Ausstattung

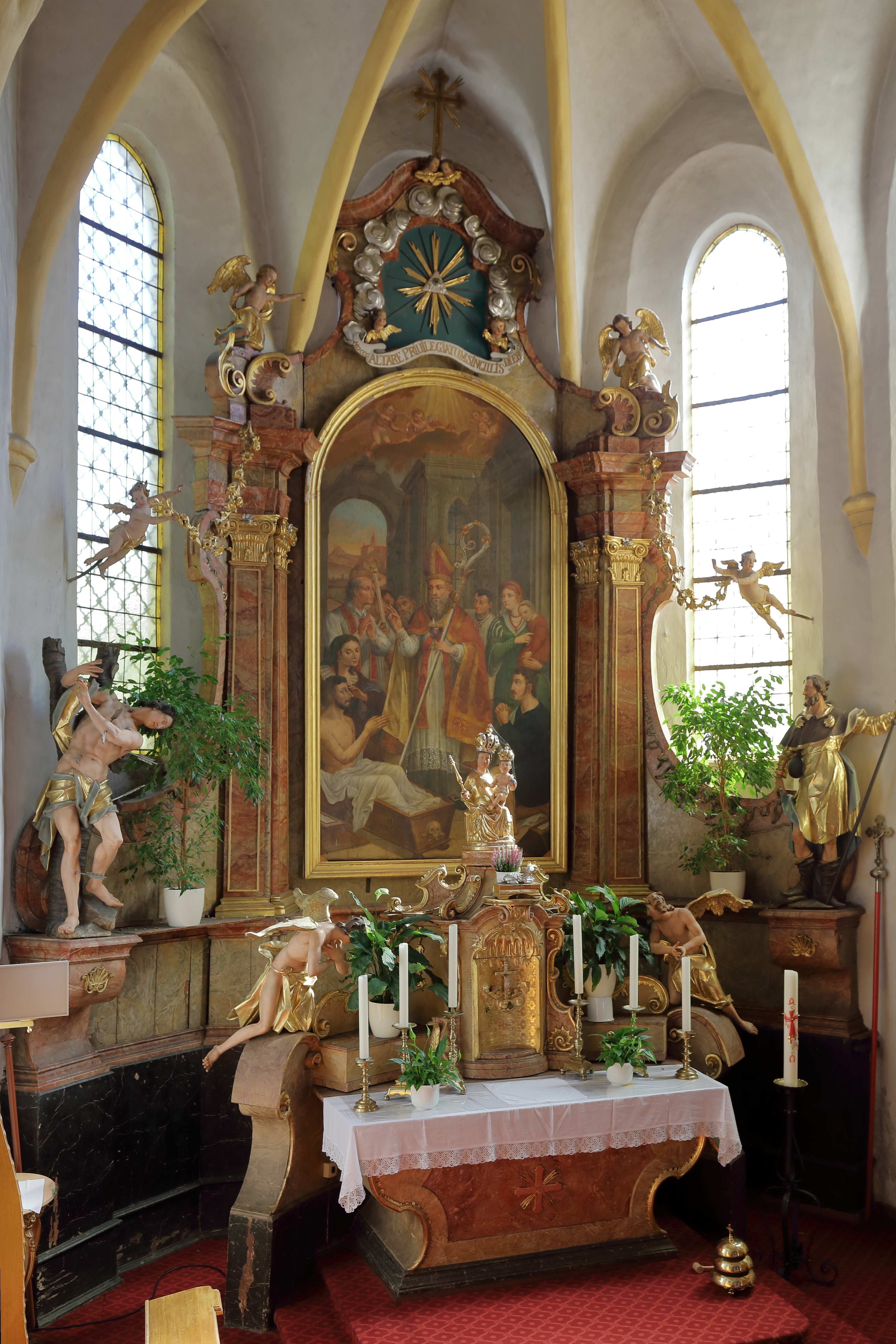
Der Hochaltar

Der Hochaltar mit einem Wandaufbau greift seitlich mit Voluten aus. Er wurde 1747 vom Bildhauer Franz Schuester aus Wien und dem Maler Thomas Fürst aus Marbach gefertigt. Das Altarbild hat das Motiv hl. Martin erweckt einen Toten und wurde 1838 ersetzt. Auf dem Tabernakel befindet sich eine vergoldete Holzstatue, die aus der zweiten Hälfte des 15. Jahrhunderts stammt und die Madonna mit dem Kinde darstellt.
Die Orgel baute Franz Meinl (1848).